# ローレライ (ゴスペラーズの曲)
『ローレライ』は、日本の男性ヴォーカルグループ、ゴスペラーズ（The Gospellers）の32枚目のシングル。2008年7月9日にキューンミュージックから発売された。

## 解説
前作『青い鳥』から約4か月ぶりで、2008年2枚目のシングルである。表題曲の「ローレライ」は、2000年に逝去した井上大輔の未発表曲に松本隆が詞を書き上げ、約8年の年月を経て音源化となった。

## 収録曲
1. ローレライ [5:02]
（作詞：松本隆、作曲：井上大輔、編曲：船山基紀）
メインヴォーカルは黒沢薫と村上てつや。
2. バードメン [5:11]
（作詞・編曲：常田真太郎、作曲：井上大輔）
3. Paradise [5:06]
（作詞：安岡優、作曲・編曲：岩田雅之）